# Nederland op het Junior Eurovisiesongfestival 2012
Nederland nam deel aan het Junior Eurovisiesongfestival 2012, dat in eigen land werd gehouden, in hoofdstad Amsterdam. Het was de 10de deelname van het land op het Junior Eurovisiesongfestival. De selectie verliep via het jaarlijkse Junior Songfestival. De AVRO was verantwoordelijk voor de Nederlandse bijdrage.

## Selectieprocedure
Er waren acht finalisten, verdeeld over twee halve finales. Uit elke halve finale mochten de beste twee rechtstreeks door naar de finale. Na afloop van de halve finales werd er door de vakjury nog een wild card uitgedeeld aan een van de vier afvallers. Die wild card ging naar Sterre.
In de grote finale traden dus vijf kandidaten aan. Net als in de halve finales werden de punten uitgedeeld door een kinderjury, een vakjury en het publiek via televoting. In geval van gelijke stand won diegene die de meeste punten kreeg van de televoters. Uiteindelijk won Femke het Junior Songfestival 2012 met het nummer Tik tak tik. Zij mocht aldus het gastland vertegenwoordigen op het Junior Eurovisiesongfestival 2012 in Amsterdam.

## Junior Songfestival 2012

### Halve finales
22 september 2012
| Plaats | Artiest    | Lied          | Kinderjury | Vakjury | Publiek | Totaal |
| ------ | ---------- | ------------- | ---------- | ------- | ------- | ------ |
| 1      | MainStreet | Stop the time | 8          | 12      | 12      | 32     |
| 2      | Melle      | Dromen        | 10         | 10      | 10      | 30     |
| 3      | Amy        | Boom boom     | 12         | 9       | 8       | 29     |
| 4      | Kim        | Digidoe       | 9          | 8       | 9       | 26     |

29 september 2012
| Plaats | Artiest         | Lied               | Kinderjury | Vakjury | Publiek | Totaal |
| ------ | --------------- | ------------------ | ---------- | ------- | ------- | ------ |
| 1      | Alessandro      | Una chica especial | 10         | 10      | 12      | 32     |
| 2      | Femke           | Tik tak tik        | 12         | 8       | 10      | 30     |
| 3      | Sterre          | I'm singing        | 9          | 12      | 9       | 30     |
| 4      | Jade & Sherilyn | Joy                | 8          | 9       | 8       | 25     |

### Finale
6 oktober 2012
| Plaats | Artiest    | Lied               | Kinderjury | Vakjury | Publiek | Totaal |
| ------ | ---------- | ------------------ | ---------- | ------- | ------- | ------ |
| 1      | Femke      | Tik tak tik        | 12         | 10      | 9       | 31     |
| 2      | Alessandro | Una chica especial | 8          | 12      | 10      | 30     |
| 3      | MainStreet | Stop the time      | 7          | 7       | 12      | 26     |
| 4      | Sterre     | I'm singing        | 10         | 9       | 7       | 26     |
| 5      | Melle      | Dromen             | 9          | 8       | 8       | 25     |

## In Amsterdam
Op maandag 15 oktober werd er geloot voor de startvolgorde van het Junior Eurovisiesongfestival 2012. Nederland was als twaalfde en laatste land aan de beurt, net na Moldavië. Aan het einde van de puntentelling stond Nederland op de zevende plaats, met 69 punten.

### Gekregen punten
| 12 punten                     | 10 punten | 8 punten   | 7 punten     | 6 punten                |
| ----------------------------- | --------- | ---------- | ------------ | ----------------------- |
|                               | - België  | - Albanië  | - Kinderjury | - Azerbeidzjan          |
| 5 punten                      | 4 punten  | 3 punten   | 2 punten     | 1 punt                  |
| - Georgië - Moldavië - Zweden | - Armenië | - Oekraïne | - Israël     | - Rusland - Wit-Rusland |